# Pusztai Erzsébet
Pusztai Erzsébet (Budapest, 1952. október 21. – ) magyar orvos, belgyógyász és infektológus,  politikus (MDF), 1990 és 1998 között országgyűlési képviselő,  1992 és 1994 között a Népjóléti Minisztérium, 1998-tól 2000-ig az Egészségügyi Minisztérium politikai államtitkára. 1998 és 2002 között a Magyar Demokrata Néppárt elnöke. 2021-ben a 99 Mozgalom tagja.

## Családja
Édesapja, Pusztai Lajos (1923-1983) egy viharsarki kubikos fia, Békésről került Budapestre, ahol elvégezte az orvosi
egyetemet; 1957-től Gyálon körzeti orvos. Édesanyja, Kósa Ilona (1926) orvosírnok. Testvérei közül Ilona (1947)
gyógyszertári asszisztens, Éva (1950) képzőművész. 1977-ben kötött házasságot Major Bálint mezőgazdásszal, aki az
ajkai termelőszövetkezet telepvezetője volt. Leányuk, Éva 1979-ben született.

## Életpályája
Gyálon járt általános iskolába. Középiskolai tanulmányait Ócsán, a Bolyai János Gimnáziumban folytatta.
1971-ben érettségizett. A Semmelweis Orvostudományi Egyetemen 1977-ben szerzett diplomát.

### Politikai karrierje
Pusztai Erzsébet a Magyar Demokrata Fórum ajkai szervezetének alapító, 1990-ben vezetőségi tagja volt.
Mind az 1990. évi, mind az 1994. évi országgyűlési választásokon Veszprém megye 1. sz. választókerületében indult.
Az 1990. évi országgyűlési választásokon a második fordulóban Ajka és környéke (Veszprém megye 1. sz. választókerület) képviselőjévé választották. Az 1990-1994-es ciklusban az Országgyűlés szociális, egészségügyi és családvédelmi állandó bizottságában, ezen belül az egészségügyi albizottságban dolgozott 1992. június 19-ig, amikor kinevezték a Népjóléti Minisztérium politikai államtitkárává , egyidejűleg a kormány Humán- és Ifjúságpolitikai
Kabinetjének a titkárává, mindkét tisztét a Horn-kormány megalakulásáig töltötte be. Képviselőként, majd államtitkárként meghatározó szerepe volt az 1992. évi magzatvédelmi törvény és az ahhoz kapcsolódó rendeletek
megalkotásában, valamint a Családvédelmi Szolgálat létrehozásában és az 1993. májusi, a lakásgazdálkodás átalakításáról szóló kormányhatározat megszületésében. 1994-ben a kormány részéről ő vezette a közalkalmazotti törvénynek az egészségügyben történő végrehajtását célzó, a szakszervezetekkel és az Egészségbiztosítási Önkormányzattal folytatott sikeres tárgyalásokat.
1994-ben  a második fordulóban 21,35 százalékkal a harmadik helyen végzett. A Veszprém megyei területi listán is jelölték (4.), az Országgyűlésbe az MDF országos listájának 23. helyéről került be.
1995. május és 1996. március között az MDF Országos Elnökségének tagja volt. 1995. októbertől az MDF
frakcióvezető-helyettese volt.

### Az MDNP-ben
Az MDF 1996. március 4-én tartott X. Országos Gyűlésén a párt mérsékelt szárnya nem tudta programját érvényesíteni, így Szabó Iván vezetésével egy új pártot alapított. Az MDF-ből kivált 15 képviselő  (többek között Pusztai Erzsébet) által alapított önálló frakció 1996. március 11-én alakult meg és amelyben főleg a volt Antall-kormány vezető tisztségviselői voltak többségben.
Az MDNP első elnöke és frakcióvezetője Szabó Iván lett. Miután az 1998-as magyarországi országgyűlési választáson a párt nem érte el az 5%-os parlamenti küszöböt, Szabó Iván lemondott elnöki tisztéről és a párt örökös tiszteletbeli elnöke volt a párt megszűnéséig.
Az új pártelnök Pusztai Erzsébet lett.  Az MNDP 2000-ben a Dávid Ibolya vezette MDF-fel és a Magyar Kereszténydemokrata Szövetséggel kezdett együttműködni a mérsékelt jobboldali Békejobb 2000 mozgalom keretében,  azonban ez a kapcsolat nem bizonyult tartósnak. Gógl Árpád egészségügyi miniszter felmentette Pusztai Erzsébet politikai államtitkárt. Állítólag az volt vele szemben a kifogás, hogy az MDNP belépett a Békejobb 2000 mozgalomba.
Az MNDP részt vett  a CENTRUM Összefogás Magyarországért létrehozásában. Amikor azonban a 2002-es választás második fordulójában a Centrum Párt vezetősége az MSZP és az SZDSZ javára történő visszalépések mellett döntött, az ezt ellenző MDNP elhagyta a pártot. Ezután Pusztai Erzsébet helyett a párt elnöke Szabó József lett.

### A MOMA alalenökeként
2013. áprilisában hozták létre a Modern Magyarország Mozgalom (MOMA) pártot alapító okirat megalkotásával. A MOMA elnöke Bokros Lajos, alelnöke Pusztai Erzsébet lett. A párt - úgymond - az egyén, a piac, a magán- és szellemi tulajdon szabadságát akarja képviselni.

### Infektológusként
2002 óta egészségügyi szakértőként dolgozik. A Covid19-pandémia kitörése óta számos sajtónyilatkoza jelent meg.